# Ascii.Disko
Ascii.Disko ist ein Musikprojekt des deutschen Musikproduzenten und DJs Daniel Holc (* um 1975 in Hamburg).

## Leben
Seine erste EP Immer / Strassen unter dem Projektnamen Ascii.Disko erschien 2002 beim Hamburger Label L’age d’or. Insbesondere das Stück Strassen entwickelte sich zum Clubhit und machte das Projekt bekannt. Sein Debütalbum erschien ein Jahr später ebenfalls bei L’age d’or.
Im Jahr 2011 erschien sein viertes Album Black Orchid: From Airlines To Lifelines, das Downtempo-Beats mit Synthiepop-Klängen verbindet.
Der aus Hamburg stammende Holc lebte einige Jahre in Madrid, bevor er 2010 nach Mallorca umzog. Dort lebt er mit seiner Frau Ana Laura Alaez, die als Künstlerin und Sängerin der spanischen Gruppe Girls on Film tätig ist.

## Diskographie

### Alben
- 2003: Ascii.Disko (L’age d’or)
- 2006: Alias (Ladomat 2000)
- 2010: Stay Gold Forever Gold (Artoffact Records)
- 2011: Black Orchid: From Airlines To Lifelines (Artoffact Records)

### Singles und EPs
- 2002: Immer / Strassen (L’age d’or)
- 2002: Einfach EP (L’age d’or)
- 2003: Einfach (Remixed) (L’age d’or)
- 2003: Ascii.Disko EP (L’age d’or)
- 2003: Chaos Space Marines (Split-EP mit Dr Shingo, Art Of Perception)
- 2003: Ne Travaillez Jamais / Jack Your Body To The Beat (L’age d’or)
- 2005: Black Metal (Ascii Disko)
- 2005: Bliss EP (L’age d’or)
- 2005: Banana Man (Feature von Maral Salmassi, Television Records)
- 2006: The Tokyo Sessions (Triage Industries)
- 2007: Hey (Moonbootique Recordings)
- 2007: Mdma (Pale Music)
- 2007: Total Destruction Is The Only Solution (OD Records)
- 2007: Closer (Dance Electric)
- 2008: A Bureaucratic Desire For Revenge (Biatch Corp Recordings)
- 2008: Drifting / Phoenix (Split-EP mit Coded, Body Function)
- 2008: ...Until The Light Takes Us (Body Function)
- 2010: Voices Of The Dead (Space Factory)